# خوسيه أنطونيو فييرا دا سيلفا
خوسيه أنطونيو فييرا دا سيلفا هو اقتصادي وسياسي برتغالي، ولد في 14 فبراير 1953 في مارينها جراندي في البرتغال. نشط حزبياً في الحزب الاشتراكي (البرتغال). في الدورة الانتخابية البرتغالية 2002 ‏، انتخب عضو مجلس الجمهورية ‏ عن دائرة دائرة براقرة ‏ وقد انضم خلال فترته النيابية ‏ للكتلة البرلمانية الحزب الاشتراكي (البرتغال).